# Доброполе
Добропо́ле — село в Україні, у Бучацькій міській громаді Чортківського району Тернопільської області. Адміністративний центр колишньої сільради, якій підпорядковане с. Матеушівка. До села приєднано хутори Гайдайка, Загребельки, Михайполе.

## Географія
Розташоване на півночі району поблизу автошляху Н18 Тернопіль — Івано-Франківськ.
Із джерел на схід від села бере початок притока Стрипи річка Вільховець.

## Історія
Перша писемна згадка датується 1785 роком.
Місцеві парафіяни УГКЦ за часів Австро-Угорщини належали до парафії в Зарваниці.
19 серпня 2014 року на г. Баба (Вежа) посвячено хрест у пам'ять про загиблих у зоні АТО і Героїв Небесної Сотні
23 липня 2015 освячено фігуру Матері Божої у центрі села.
12 червня 2020 року, відповідно до розпорядження Кабінету Міністрів України № 724-р «Про визначення адміністративних центрів та затвердження територій територіальних громад Тернопільської області» увійшло до складу Бучацької міської громади.
19 липня 2020 року, в результаті адміністративно-територіальної реформи та ліквідації Бучацького району, увійшло до складу новоутвореного Чортківського району.
З 11 грудня 2020 р. належить до Бучацької міської громади.

## Політика

### Парламентські вибори, 2019
На позачергових парламентських виборах 2019 року у селі функціонувала окрема виборча дільниця № 610148, розташована у приміщенні будинку культури.
Результати
- зареєстровано 404 виборці, явка 65,84%, найбільше голосів віддано за «Європейську Солідарність» — 26,42%, за «Слугу народу» — 20,00%, за Всеукраїнське об'єднання «Батьківщина» — 13,96%.[5] В одномандатному окрузі найбільше голосів отримав Микола Люшняк (самовисування) — 54,30%, за Степана Брацюня (Конгрес українських націоналістів) — 10,16%, за Володимира Бліхаря (Всеукраїнське об'єднання «Батьківщина») — 8,98%[6].

## Населення
У 2003 році в селі проживало 604 особи.
Прізвища мешканців села: Андріїшин,Бартіх, Василишин, Винницький, Гайдуцький, Гінка, Горішній, Городицький, Гошівський, Гребенчук, Денека, Добрянський, Домброва, Дрозд, Дурдела, Єднак, Замороз, Зрадовський, Качмар, Клочан, Козак, Котовський, Кохановський, Кульчицький, Кущак, Лашкевич, Лебедович, Лисий, Малиновський, Микицький, Митко, Монастирський, Морозовський, Нановський, Олексевич, Онишкевич, Пашко, Пилипчук, Попіль, Простий, Равська, Рожко, Сорока, Судин, Табас, Хабурський, Цибульський, Чайківський, Чайковський.

### Мова
Розподіл населення за рідною мовою за даними перепису 2001 року:
| Мова       | Кількість | Відсоток |
| ---------- | --------- | -------- |
| українська | 614       | 99.51%   |
| російська  | 3         | 0.49%    |
| Усього     | 617       | 100%     |

## Соціальна сфера
Діють загальноосвітня школа І-ІІ ступенів, Будинок культури, бібліотека, ФАП, відділення зв'язку.

## Пам'ятки
- церква святого Івана Хрестителя (1992 р., мурована),
- костел (реставрований 1991 р.),
- насипано могилу УСС (1991),
- пам'ятник воїнам-односельцям[d], полеглим у німецько-радянській війні (1967)
- поселення Доброполе IV[d], Доброполе VIII[d], Доброполе V[d], Доброполе VІ[d]
- курган Доброполе VII[d]

## Персоналії

### Народилися
- батьки релігійного діяча, богослова о. Йосифа Андріїшина[8].
- о. Василь Борис Ваврик ЧСВВ — український релігійний діяч[9][10].
- Іван Витвицький — секретар Митрополичої консисторії у Львові, український громадський діяч в США, багатолітній секретар Відділу "Товариства за Патріярхальний Устрій Української Католицької Церкви".[11]
- о. Іван Гордієвський — український греко-католицький священник, громадський діяч, благодійник, учасник українських визвольних змагань, настоятель катедри у Станиславові[12].
- Микола Козак — український учитель, краєзнавець.[13].
- Іван Лисий  (06.07.1975-03.03.2023)
- Василь Цибульський (03.02.1972-29.08.2024)

### Пов'язані зі селом
- Юзеф Анчарський — польський релігійний діяч РКЦ, теолог, публіцист.

## Галерея

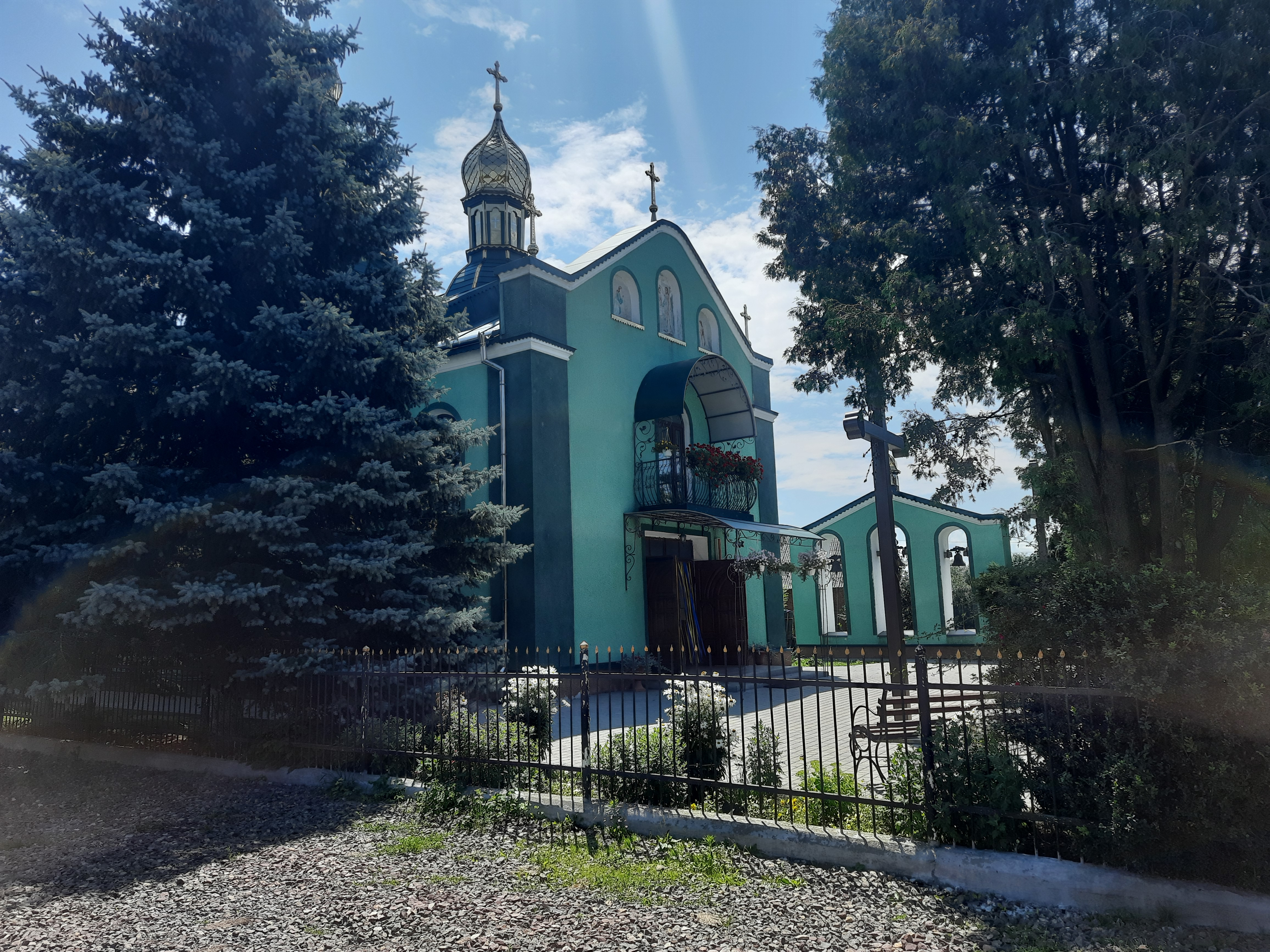
Церква Івана Хрестителя
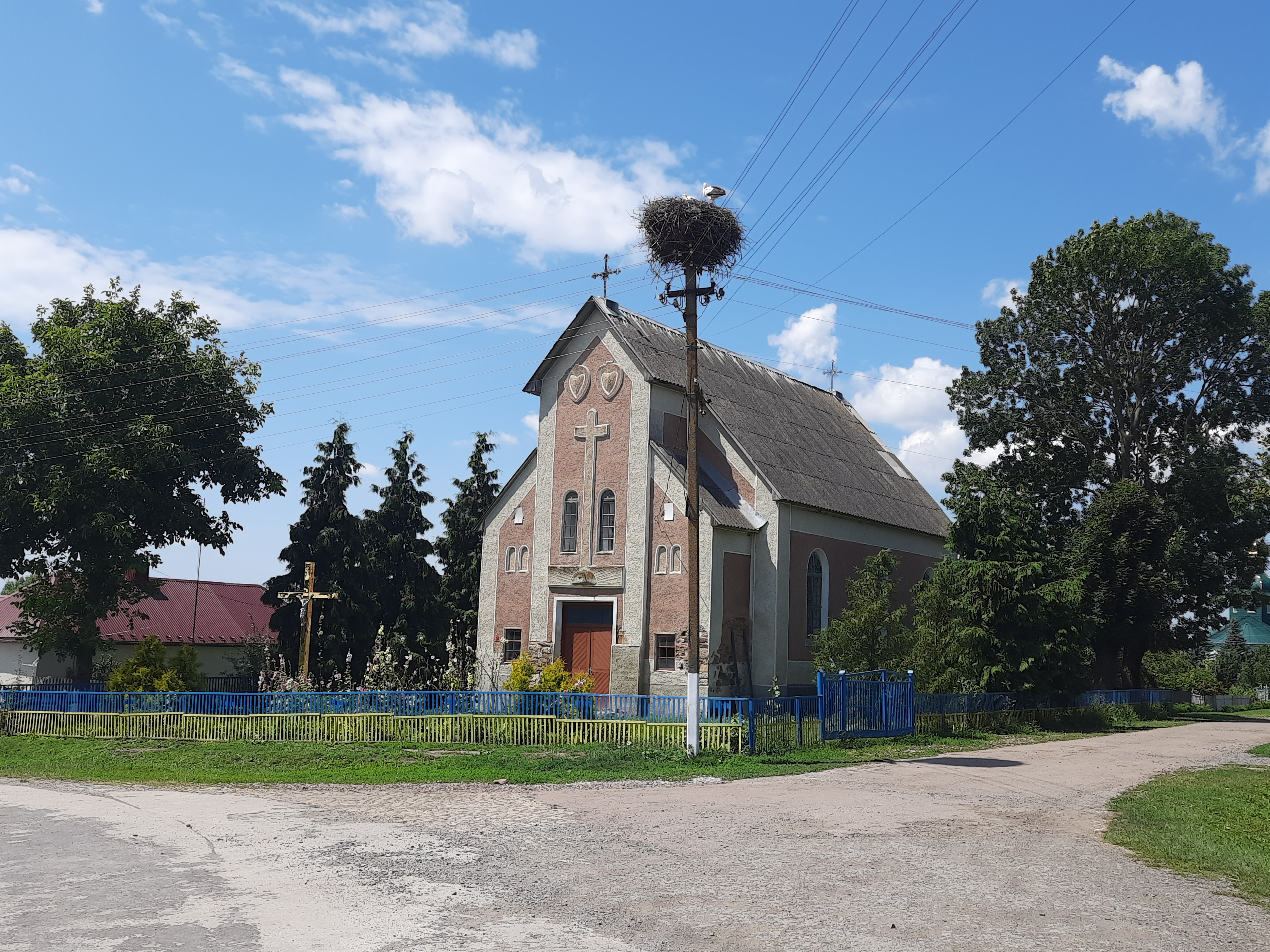
Костел
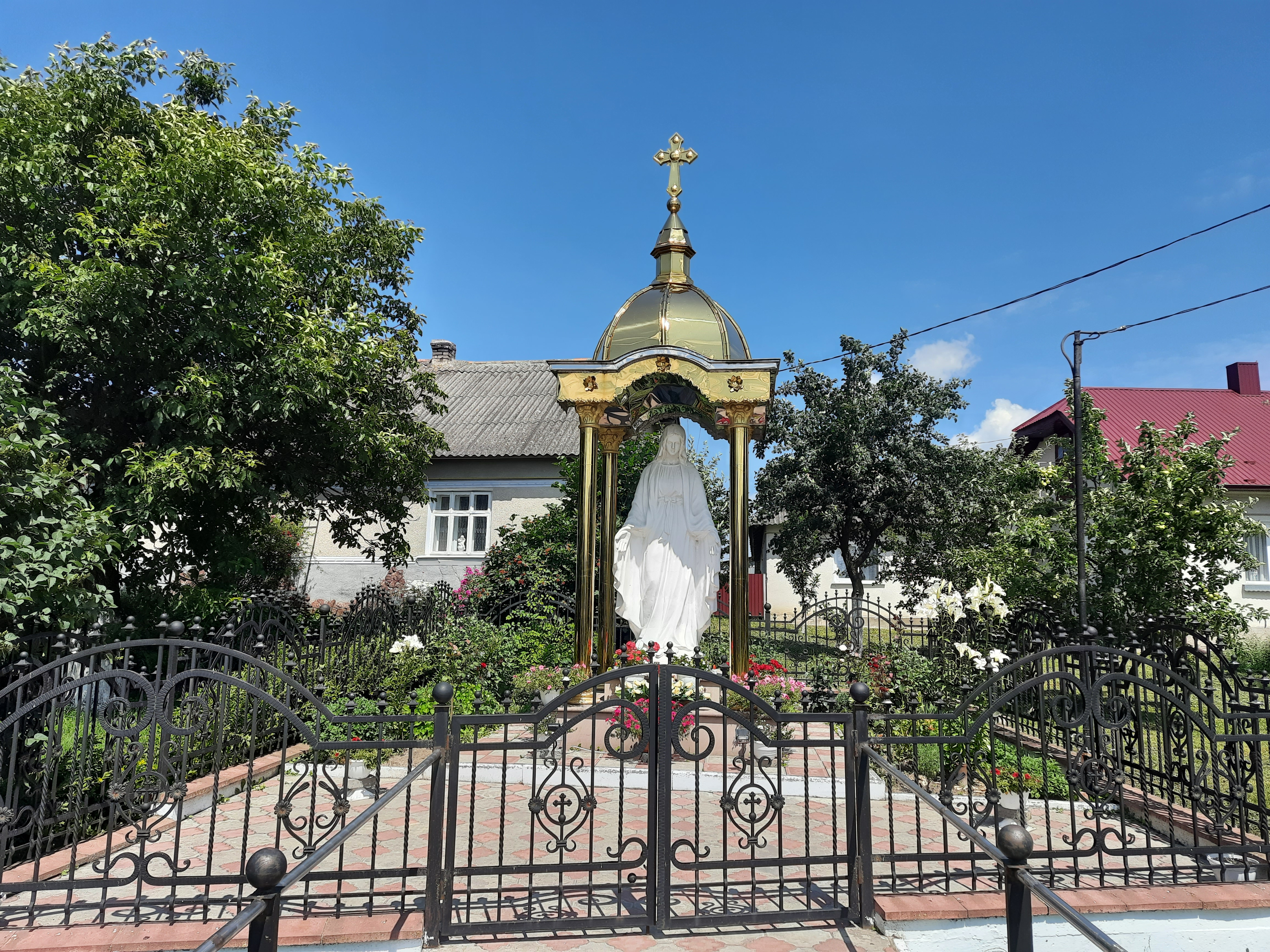
Статуя Божої Матері
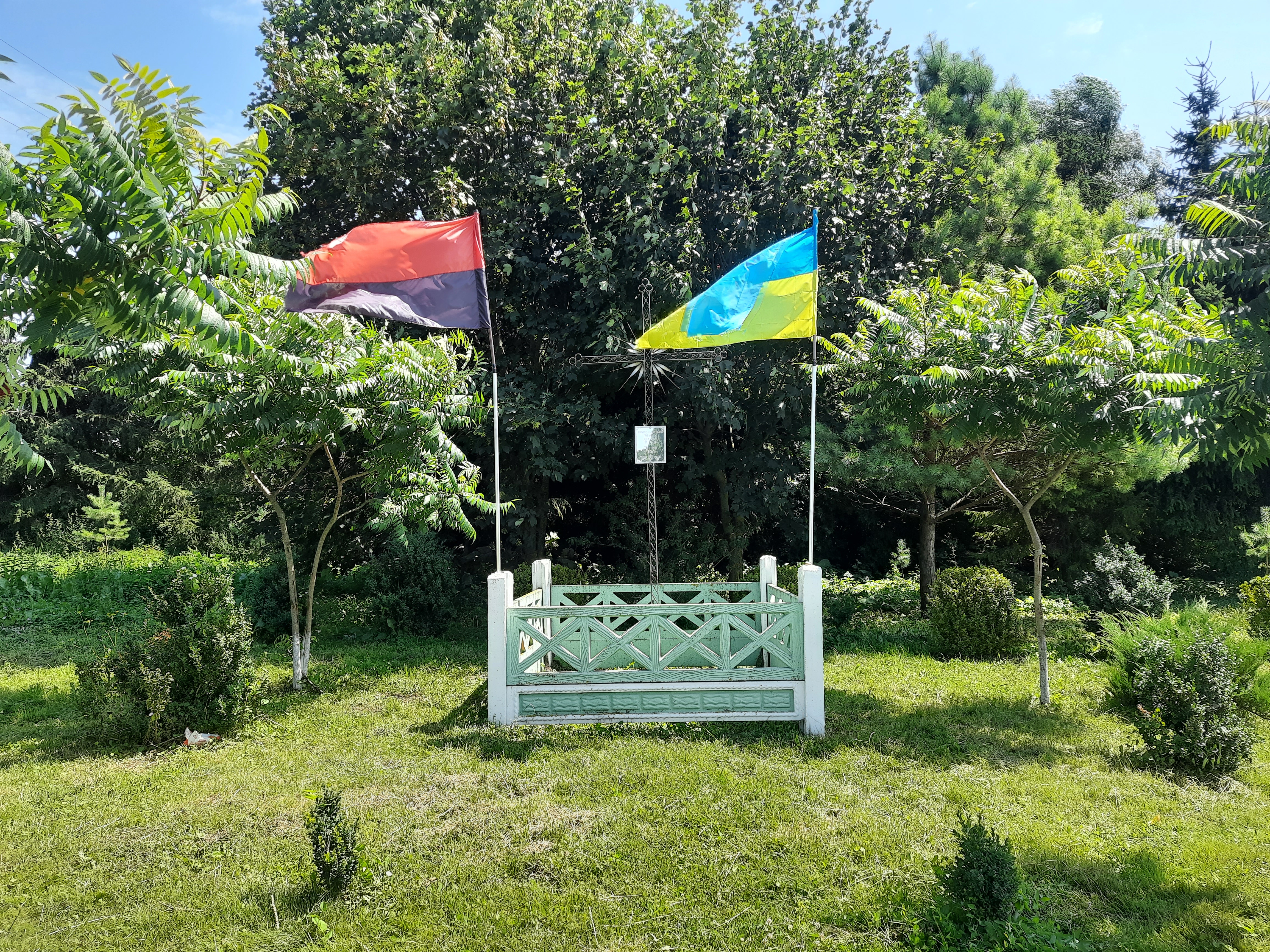
Пам'ятний знак в честь вояків УПА.
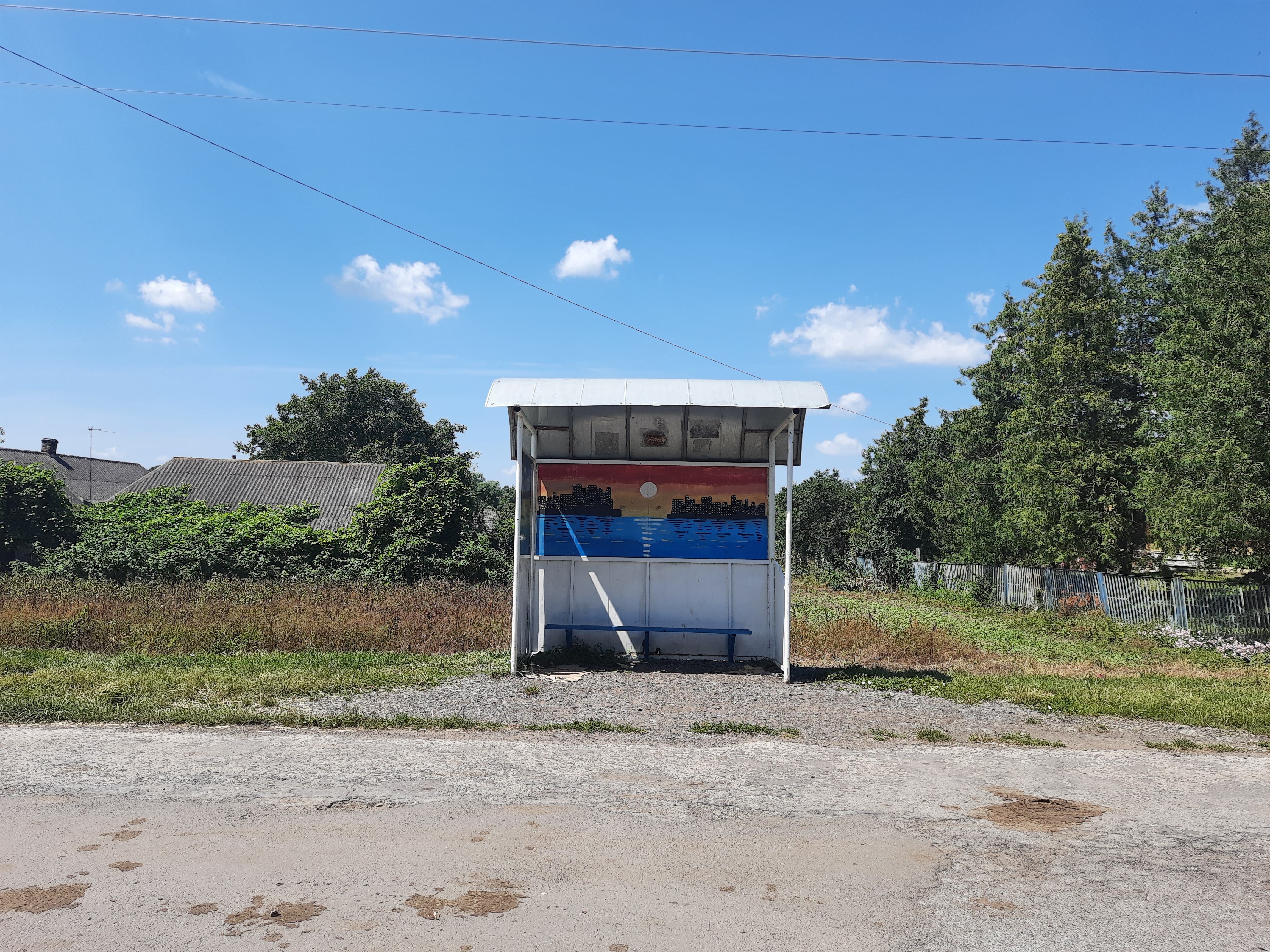
Автобусна зупинка